# Tadea Lozano e Isasi
María Tadea Lozano de Peralta Maldonado de Mendoza e Isasi es conocida por ser la tercera Marquesa de San Jorge de Bogotá, heredera del marquesado creado por su abuelo Jorge Miguel Lozano de Peralta y transmitido por su padre José María Lozano de Peralta, el segundo marqués. 
Se casó el 2 de julio de 1799 con su tío Jorge Tadeo Lozano convirtiéndolo en el tercer Marqués de San Jorge de Bogotá y Vizconde de Pastrana.Se casó nuevamente con Joaquín Gómez Hoyos cuando quedó viuda del marqués por haber sido fusilado en 1817 durante reconquista.
Su abuelo fue Jorge Miguel Lozano de Peralta Marqués de San Jorge de Bogotá y su abuela la también marquesa Tadea González Manrique. Fue su tío el político Manuel de Bernardo Álvarez y su hermana Teresa Lozano e Isasi casada con el político Luis de Ayala y Vergara.